# Донтен
Донте́н (фр. Domptin) — коммуна во Франции, находится в регионе Пикардия. Департамент коммуны — Эна. Входит в состав кантона Эссом-сюр-Марн. Округ коммуны — Шато-Тьерри.
Код INSEE коммуны — 02268.

## Население
Население коммуны на 2010 год составляло 673 человека.
| 1962 | 1968 | 1975 | 1982 | 1990 | 1999 | 2010 |
| ---- | ---- | ---- | ---- | ---- | ---- | ---- |
| 231  | 219  | 223  | 300  | 420  | 530  | 673  |

## Экономика
В 2010 году среди 430 человек трудоспособного возраста (15—64 лет) 339 были экономически активными, 91 — неактивными (показатель активности — 78,8 %, в 1999 году было 74,4 %). Из 339 активных жителей работали 317 человек (167 мужчин и 150 женщин), безработных было 22 (9 мужчин и 13 женщин). Среди 91 неактивных 33 человека были учениками или студентами, 30 — пенсионерами, 28 были неактивными по другим причинам.